# Hualianceratops

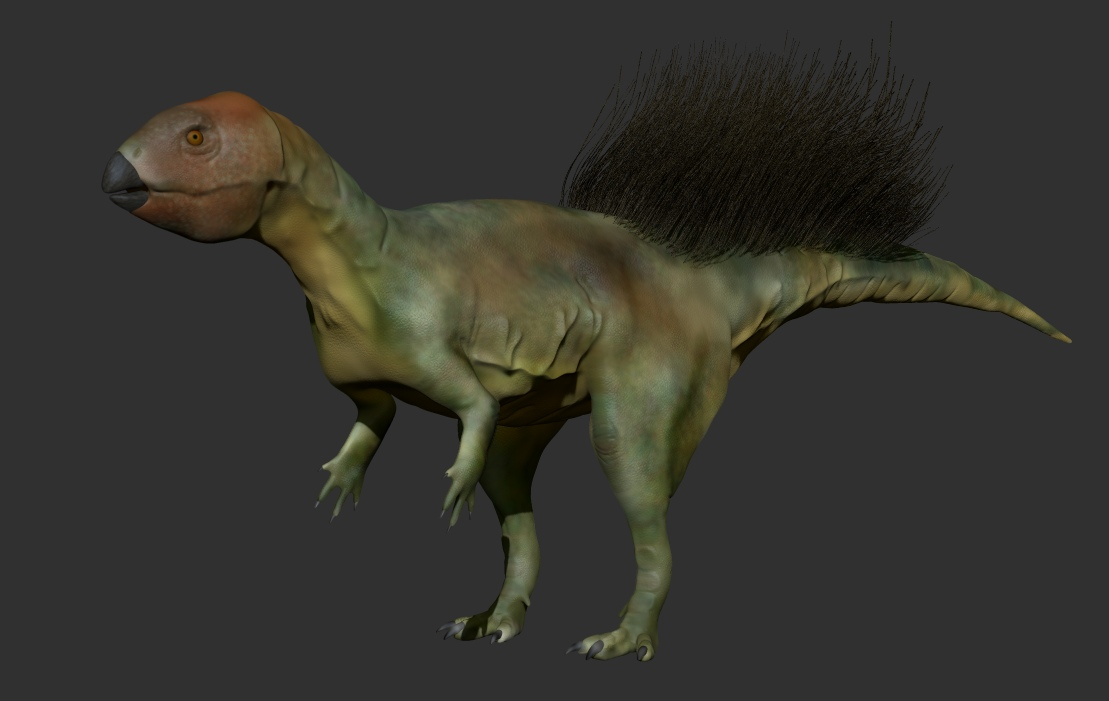
Hualianceratops wucaiwanensis

Hualianceratops wucaiwanensis is een plantenetende ornithischische dinosauriër, behorend tot de Ceratopia, die tijdens het late Jura leefde in het gebied van het huidige China.

## Vondst en naamgeving
In 2002 vond een expeditie door het Chinese Institute of Vertebrate Paleontology and Paleoanthropology en de George Washington University nabij Wucaiwan in Xinjiang het skelet van een kleine ceratopiër. Het fossiel werd geprepareerd door Xiang Lishi, Yu Tao en Ding Xiaoqing.

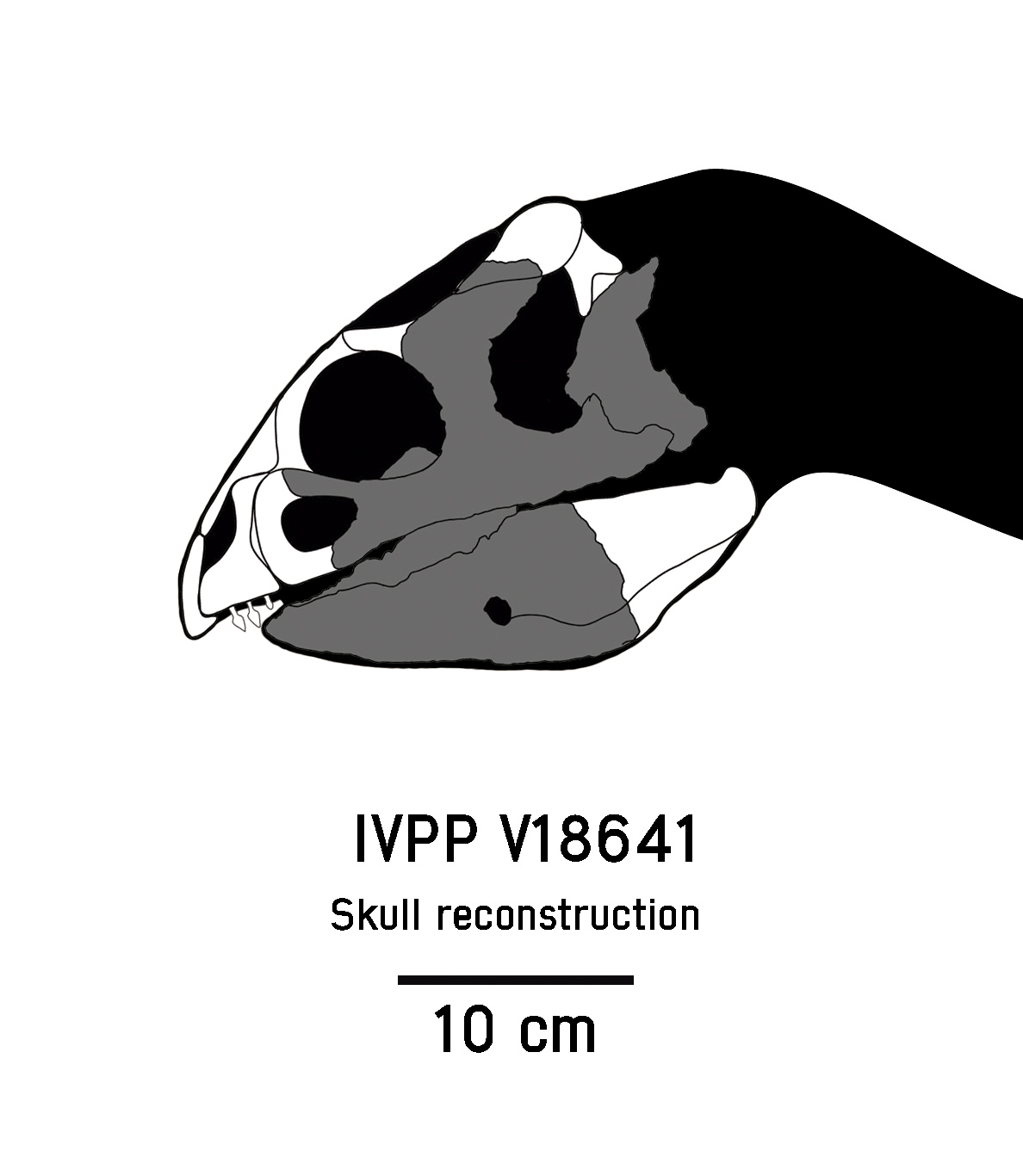
Diagram met de bewaarde delen in het grijs

In 2015 werd de typesoort Hualianceratops wucaiwanensis benoemd en beschreven door Han Fenglu, Catherine A. Forster, James M. Clark, en Xu Xing. De geslachtsnaam combineert het Chinees hua, "versierd", en lian, "gezicht", een verwijzing naar de ornamentering van de schedeldelen, met ceratops, gelatiniseerd Grieks voor "hoorngezicht", een gebruikelijk achtervoegsel bij de namen van Ceratopia. De soortaanduiding verwijst naar de herkomst bij Wucaiwan, de "vijfkleurenbaai". De soort werd benoemd in een elektronisch tijdschrift en de daarom voor de geldigheid van de naam verplichte Life Science Identifiers zijn D96319BA-6380-47D6-9512-5BDA15221A00 voor het geslacht en DEEB3095-CB69-47CD-91FC-2D01D9F429D5 voor de soort.
Het holotype, IVPP V18641, is gevonden in een laag van de bovenste Shishugouformatie die dateert uit het Oxfordien. Het bestaat uit een skelet met schedel en onderkaken. Het specimen is in slechte staat. Van de schedel zijn voornamelijk de achterste zijkanten over, zonder de hersenpan. Van het postcraniaal skelet zijn wat wervels van het heiligbeen bewaard, het rechteronderbeen, een linkerkuitbeen en delen van een linkervoet.

## Beschrijving

### Grootte en onderscheidende kenmerken
Hualianceratops is een kleine ceratopieër van ruwweg anderhalve meter lengte. De schedel heeft een geschatte lengte van vijfentwintig centimeter.
In 2015 werden verschillende onderscheidende kenmerken vastgesteld. Vijf daarvan zijn autapomorfieën, afgeleide unieke kenmerken. De achterste tak van het jukbeen die onder het onderste slaapvenster loopt, draagt een opvallend naar boven en achteren gericht uitsteeksel. Het quadratum is robuust met een verbreed contactfacet met het quadratojugale. Boven het facet met het quadratojugale is de voorrand van het quadratum overdwars verbreed. Nabij het ondervlak van het quadratum bevindt zich een opvallende inkeping. Het dentarium van de onderkaak is hoog en kort. 
Daarnaast is er een unieke combinatie van op zich niet unieke kenmerken. Het zijoppervlak van het dentarium toont een sterk verruwde ornamentering, anders dan bij Chaoyangsaurus 
en Yinlong maar net als bij Xuanhuaceratops. Het ondervlak van de tak van het jukbeen onder het onderste slaapvenster is overdwars verbreed, anders dan bij Yinlong, maar net als bij Chaoyangsaurus. Het quadratojugale heeft in het ondervlak groeven voor het contact met de achterzijde van het jukbeen, anders dan bij Xuanhuaceratops, maar net als bij Chaoyangsaurus en Yinlong.

### Skelet

#### Schedel
De schedel is tamelijk robuust. De kop is spits in bovenaanzicht en de schedel was dat vermoedelijk ook in zijaanzicht. De oogkas is rond. Het onderste slaapvenster is ovaal en hoog, iets smaller dan de oogkas. De kop is sterk geornamenteerd, zowel op de wang als op de onderkaak. De ornamenteringen bestaan uit groeven en verruwingen maar niet uit knobbels.

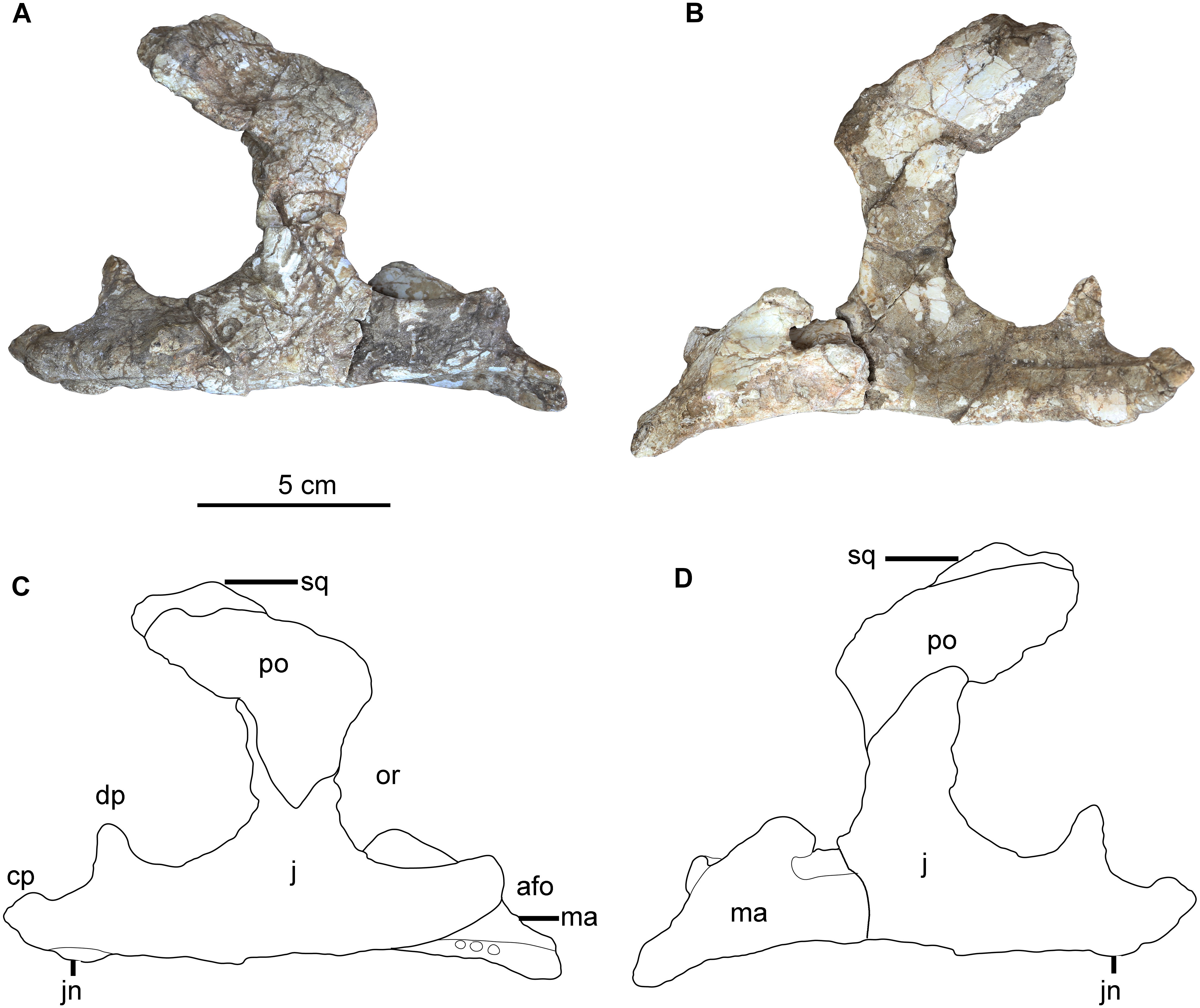
Bovenkaaksbeen en jukbeen van de rechterzijde

Premaxillaire tanden zijn onbekend maar waren vermoedelijk wel aanwezig. Het bovenkaaksbeen draagt minstens negen tanden die bij het fossiel echter grotendeels verloren zijn gegaan. Een bewaarde vervangingstand heeft een driehoekig profiel met vier rechthoekige grote vertandingen op iedere snijrand die niet uitlopen in richels. Het denticulum op het spits heeft dezelfde vorm als de vertandingen op de snijranden. Er zijn minstens zes grote ronde doorboringen voor aderkanalen. De achterste tak ervan wordt overlapt door de voorste tak van het jukbeen. De tak van het jukbeen onder de oogkas is veel korter, hoewel niet lager, dan de tak onder het onderste slaapvenster, een afgeleid kenmerk. Die tak buigt sterk naar buiten en heeft een ruwe overdwars verdikte onderrand. Hij is achteraan gevorkt waarbij het bovenste uitsteeksel het quadratojugale overlapt en dat vrijwel van de rand van het slaapvenster dringt. De brede opgaande tak achter de oogkas wordt grotendeels overlapt door de neergaande tak van het postorbitale. Een epijugale of jukbeenhoorn ontbreken volledig. Het quadratojugale heeft vooraan op de buitenzijde een trog voor het contact met jukbeen; dit is een basaal kenmerk gedeeld met Yinlong dat nog zwak ontwikkeld is bij Chaoyangsaurus en Xuanhuaceratops maar bij andere Ceratopia ontbreekt. De groeve in het ondervlak is ovaal en groot, schuin naar buiten en voren gericht. Bij het quadratum is de schacht bovenaan sterk naar achteren en boven gebogen zoals bij Psittacosaurus maar anders dan bij andere Neoceratopia. Ook overeenkomend met Psittacosaurus maar afwijkend van andere verwanten is de overdwars dikke voorrand. Op de schacht bevindt zich een enorm facet voor het contact met het quadratojugale, dat de helft van de hoogte beslaat als bij Yinlong maar ook nog eens zeer breed is met 57% van de hoogte. Het loopt bijna tot aan de gewrichtsknobbels door. Die knobbels zijn gescheiden door een brede ondiepe trog, een afgeleid kenmerk: basalere vormen hebben een ingekorven groeve. Het hoofdlichaam heeft onderaan een grote V-vormige inkeping. Yinlong heeft een kleinere en hogere inkeping. De grote inkeping is een basaal kenmerk dat gedeeld wordt met sommige Euornithopoda maar afwezig is bij afgeleide Ceratopia.
Het postorbitale heeft vermoedelijk een vrij kleine achterste tak. Het squamosum heeft een plat verbreed bovenvlak. De tak naar het quadratum is ingesnoerd. De achterrand draagt twee grote bulten die naar achteren wat afgeplat zijn. De buitenste bult is de grootste en staat op de hoek van het schedeldak. Deze overhangt de tak naar het quadratum onder een hoek van 120°. De middelste bult staat haaks op de tak, schuin naar achteren en boven gericht ten opzichte van de schedel als geheel.

#### Onderkaken

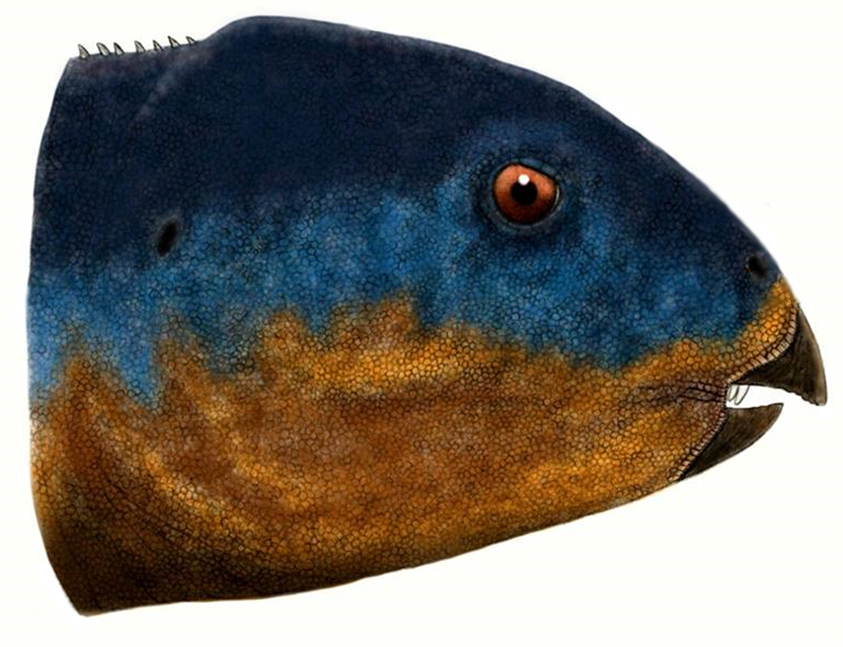
Schedel en onderkaken zijn hoog

De onderkaken vormen een krachtige tangvormige structuur die naar voren spits toeloopt in zijaanzicht en onderaanzicht. Ze zijn naar boven gebogen, aan de onderranden veel sterker dan de bovenranden.
De onderkaken worden vooraan verbonden door een gezamenlijk centraal predentarium, de beenkern van de hoornen ondersnavel. Het is driehoekig in onderaanzicht en loopt naar voren uit in een smalle voorrand. Die vormt eerder een afgeronde dan scherpe kiel. De gevorkte onderste tak bedekt bijna de hele symfyse, voorste samengroeiing, van de onderkaken.
Het dentarium of os dentale draagt minstens zeven tanden. In 2015 was nog niet de volledige tandrij geprepareerd. De eerste tand ligt vlak achter het predentarium; er is dus geen hiaat of diasteem. De dentaire tanden zijn driehoekig met zwakke verticale richels op de binnenzijde, zonder een hoofdrichel die naar het spits loopt. Het dentarium is kort en hoog waarbij de bovenrand en onderrand elkaar naar voren toe naderen. Het rechterdentarium heeft een lengte van 83,2 millimeter. Achteraan, onder de processus coronoides, is het 63,3 millimeter hoog en voorraan 26,7 millimeter. Een hoog dentarium is een afgeleid kenmerk; bij basale soorten is het lager. De tandrij is licht ingesprongen wat kan wijzen op vlezige wangen. Boven de inspringing loopt een rij van negen aderkanalen, een aanwijzing dat er ook negen tanden waren. De buitenzijde van het dentarium is sterk geornamenteerd door een ruwe textuur van het bot zoals bij Archaeoceratops; veel basale vormen hebben een gladde botwand. Boven het grote ronde zijvenster van de onderkaak loopt het dentarium naar achteren uit in een lage processus coronoides, het verticale uitsteeksel dat als hefboom dient bij het sluiten van de muil. De verbindingen met het achterdeel van de kaak vormen verticale beennaden; het dentarium loopt niet naar achteren uit onder het angulare.
Ook het surangulare, achter het dentarium de bovenzijde van de onderkaak vormend, heeft een ruwe textuur van de buitenzijde. Het hoofdlichaam is een dunne naar buiten bollende plaat maar de bovenrand is overdwars verbreed, zeer geleidelijk naar voren oplopend tot de tamelijk stompe bovenzijde van de processus coronoides. De ornamentering zet zich voor over de buitenzijde en onderzijde van het onderliggende angulare. Hier is het hoofdlichaam bovenaan dun en loopt naar onderen uit in een overdwars verbrede dikke robuuste onderrand.
De voorste binnenzijde van de onderkaak wordt bijna helemaal bedekt door een lang plaatvormig spleniale over het dentarium, surangulare en angulare. Vooraan is er een punt op de symfyse maar achteraan is er een snelle verticale verbreding. Achteraan versmalt het spleniale abrupt, de voorrand en onderrand vormend van een intern kaakvenster dat bijna helemaal omvat wordt. Een gedeelte van de achterrand van het venster wordt echter gevormd door een dun prearticulare.

#### Postcrania
De slechte kwaliteit van de gevonden beenderen maakt dat weinig informatie beschikbaar is over het grootste deel van het postcraniaal skelet, het stuk "achter de schedel". Er zijn zeker twee sacrale wervels maar het heiligbeen omvatte er hoogstwaarschijnlijk meer. Hun wervellichamen zijn langer dan breed en breder dan hoog. Het kuitbeen is slank en recht, bovenaan robuust maar onderaan taps toelopend.
De linkervoet is beter bekend en omvat de onderste uiteinden van het eerste en tweede middenvoetsbeen, de tweede teen, en de derde en vierde tenen behalve de bovenzijden van hun eerste kootjes. Alle teenkootjes zijn hoger, van de zoolzijde naar boven/voren gemeten, dan overdwars breed. Ze hebben goed ontwikkelde scharniergewrichten, dus met condylen die de bovenzijde van het volgende kootje omvatten zodat de teen in een perfecte op-en-neer-beweging geleid wordt, wat gunstig is voor het hard rennen. Aan de buitenzijde van het onderste uiteinde bezitten ze diepe putjes voor de aanhechting van de kapsels van de gewrichten. Van de tweede tot en met vierde teen nemen de kootjes in grootte af, zoals typisch is voor Ornithischia. De voetklauwen zijn licht gekromd, overdwars afgeplat, en met een langwerpige "bloedgroeve" aan beide zijden.

## Fylogenie
Hualianceratops werd in 2015 basaal in de Ceratopia geplaatst, in de Chaoyangsauridae. De precieze verwantschappen in de Chaoyangsauridae bleken niet te bepalen. Volgens de uitgevoerde kladistische analyse waren de Chaoyangsauridae de zustergroep van de Psittacosauridae, buiten de Neoceratopia. Deze uitkomst was echter zwak ondersteund en zou tot zeer lange verborgen ontwikkelingslijnen leiden, zodat de beschrijvers zelf twijfel uitten over de betrouwbaarheid ervan.